# Antonino Brusca
Antonino Brusca (Palermo, 18 dicembre 1923 – Torino, 31 dicembre 2003) è stato un medico e politico italiano.

## Biografia
Medico cardiologo all'Ospedale Molinette di Torino e docente universitario presso l'Università di Torino.
Viene candidato dal Partito Comunista Italiano alla Camera dei deputati nel 1976, risultando eletto. È poi ricandidato ed eletto alla Camera alle elezioni politiche del 1979, concludendo il mandato parlamentare nel 1983.
Dal 1994 al 1996 è presidente della Società italiana di cardiologia. Muore nel sonno a 80 anni.